# Katie Uhlaender
Katie Uhlaender, née le 17 juillet 1984 à Vail (Colorado), est une skeletoneuse et coureuse cycliste sur piste américaine. Fille de l'ancien joueur de baseball Ted Uhlaender, elle a participé à quatre Jeux olympiques d'hiver entre 2006 et 2018.

## Biographie

### Skeleton
Elle fait ses débuts en coupe du monde en 2002. En 2007, elle remporte les quatre premières courses, écrasant toute concurrence. Son meilleur résultat aux Jeux olympiques d'hiver est une sixième place en 2006 à Turin. Aux Jeux de 2010, à Vancouver elle ne prend que la 11e place.
Championne du monde en 2012, elle loupe de peu le podium olympique en 2014 à Sotchi avec la quatrième place.
Uhlaender est sélectionnée, avec Kendall Wesenberg, pour représenter les États-Unis en skeleton féminin aux Jeux olympiques d'hiver de 2018 à Pyeongchang.
En juillet 2018, elle témoigné devant la Commission Helsinki des États-Unis à Washington, sur le thème du dopage dans le sport. Elle participe à un panel aux côtés de Travis Tygart, PDG de l’Administration antidopage américaine, Jim Walden, avocat du Dr Grigory Rodchenkov, dénonciateur russe et Yuliya Stepanova, une ancienne star de l'athlétisme russe. Uhlaender déclare à la commission qu'elle estime avoir été injustement privée d'une médaille olympique à deux reprises. Elle raconte que la perte de ces médailles « a effacé la signification du sport et des Jeux olympiques tels que je les connaissais ».

### Cyclisme
En 2015, elle participe aux championnats des États-Unis de cyclisme sur piste avec l'objectif de devenir une démarreuse en vitesse par équipes.
En août 2018, elle devient championne des États-Unis de vitesse par équipes.

## Palmarès en skeleton

### Championnats du monde
- 2007, Saint-Moritz : 
  -  Médaille de bronze.
- 2008, Altenberg : 
  -  Médaille de bronze par équipes mixtes.
  -  Médaille d'argent.
- 2009, Lake Placid : 
  -  Médaille de bronze par équipes mixtes.
- 2012, Lake Placid : 
  -  Médaille d'or par équipes mixtes.
  -  Médaille d'or.

### Coupe du monde
- 2 globes de cristal en individuel : vainqueur en 2007 et 2008.
- 22 podiums : 11 victoires en course, 6 deuxièmes places et 5 troisièmes places.
- 1 podium en épreuve mixte :  1 troisième place.

### Détails des victoires en Coupe du monde
| Édition   | Piste                                            |
| 2006-2007 | Calgary Park City Lake Placid Nagano Altenberg   |
| 2007-2008 | Lake Placid Cesana Pariol Saint-Moritz Königssee |
| 2011-2012 | Park City La Plagne                              |

## Palmarès en cyclisme
- 2018
  -  Championne des États-Unis de vitesse par équipes (avec Mandy Marquardt)